# Comuna Lebedenco, Cahul
Lebedenco este o comună din raionul Cahul, Republica Moldova. Cuprinde satele Hutulu, Lebedenco și Ursoaia.

## Demografie
Structură etnică
     moldoveni (47,99%)
     ucraineni (21,7%)
     ruși (4,54%)
     găgăuzi (0,96%)
     bulgari (24,28%)
     români (0%)
     evrei (0%)
     polonezi (0%)
     țigani (0,12%)
     alte etnii / nedeclarată (0,41%)
Conform datelor recensământului din 2004, populația localității este de 2.488 locuitori, dintre care 1.209 (48,59%) bărbați și 1.279 (51,41%) femei. Structura etnică a populației în cadrul localității arată astfel:
- moldoveni — 1.194;
- ucraineni — 540;
- ruși — 113;
- găgăuzi — 24;
- bulgari — 604;
- țigani — 3;
- altele / nedeclarată — 10.

## Administrație și politică
Componența Consiliului local Lebedenco (11 consilieri), ales la 5 noiembrie 2023, este următoarea:
|  | Partid                                       | Consilieri | Componență | Componență | Componență | Componență | Componență | Componență |
|  | -------------------------------------------- | ---------- | ---------- | ---------- | ---------- | ---------- | ---------- | ---------- |
|  | Partidul Democrat Modern din Moldova         | 6          |            |            |            |            |            |            |
|  | Partidul Socialiștilor din Republica Moldova | 3          |            |            |            |            |            |            |
|  | Partidul Acțiune și Solidaritate             | 2          |            |            |            |            |            |            |